# 鰭 (魚類)

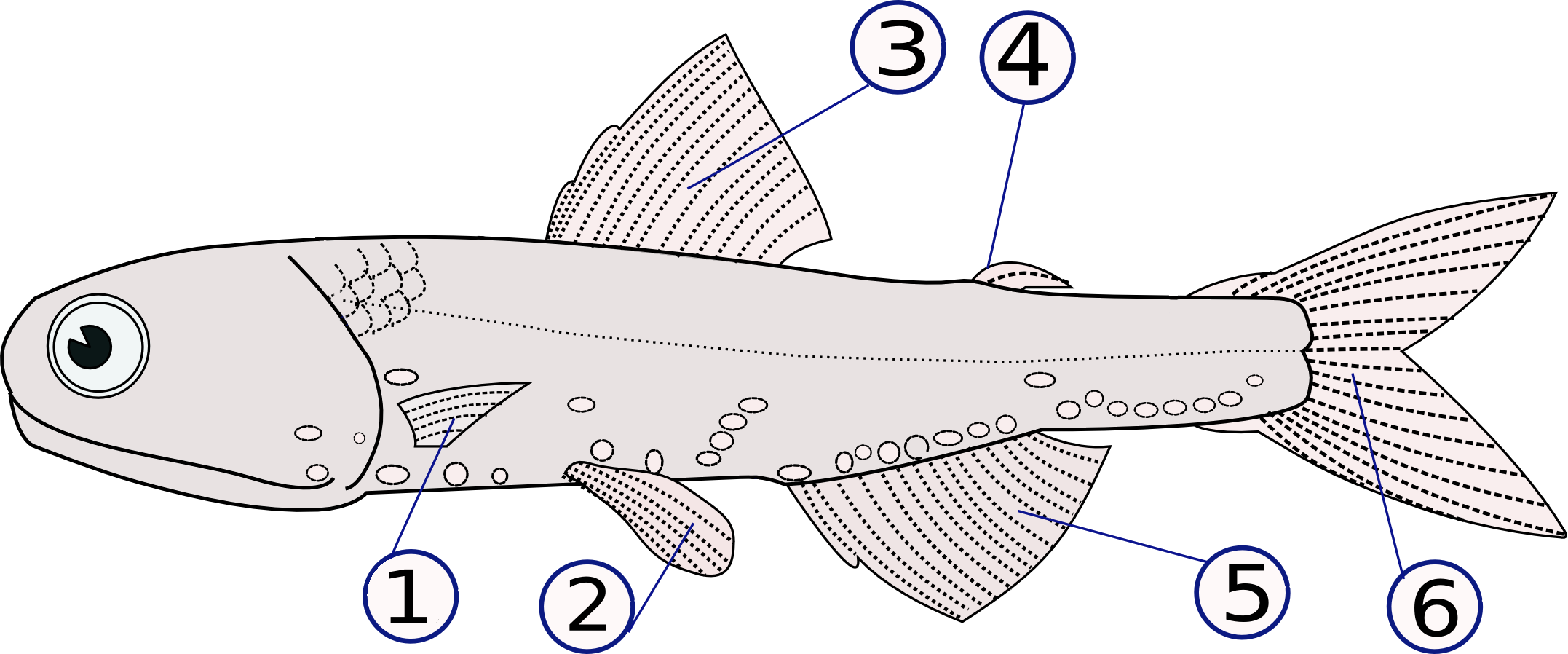
真骨類 のハダカイワシ科に見られる鰭条の部位名称
(1) 胸鰭(一対), (2) 腹鰭 (一対), (3) 背鰭,
(4) 脂鰭, (5) 臀鰭, (6) 尾鰭

鰭（ひれ 英:fin）とは、一般的に魚類を最も区別しやすい解剖学的特徴の一つである。体から突き出た複数の鰭棘や鰭条で構成され、皮膚がそれらを覆うと共に一体結合しており、大半の硬骨魚綱に見られるものでは水かきがあったり、サメ等に見られるものでは鰭脚のついた形状である。尾鰭を除いて魚類の鰭は背骨と直接つながっておらず、棘でつながり筋肉のみで支えられている。主な機能は魚が泳ぐ際の補助である。
魚の様々な部位にある鰭は、前進、旋回、直立姿勢の維持、停止といった様々な目的で使用される。魚類の大半が各部位の鰭を泳ぐ際に使うが、トビウオが滑空したりカエルアンコウが海底を這うのには胸鰭を活用する。これ以外の目的でも鰭が使用されることがある。雄のサメやカダヤシは精子を送り込むために変容した鰭を使い、オナガザメは獲物を気絶させるのに尾鰭を使い、チョウチンアンコウは背鰭の第1棘を釣り竿のように使って獲物を誘ったりする。

## 種類
どの種類の鰭に関しても、進化の過程でこの特定の鰭が失われた魚類種が存在する。
| 胸鰭 （きょうき・むなびれ）                             |              | 一対の胸鰭は左右どちら側にもあり、通常は鰓蓋のすぐ後ろにある。これは四肢動物でいう前肢に相当する。 - 一部の魚で高度に発達した胸鰭の特異な機能は、サメなどの一部の魚が深度を維持する際の補助となる力強い揚力を生み出したり、トビウオの「飛行」をも可能にしている。 - 多くの魚で、胸鰭が歩行の補助をしており、特に一部のチョウチンアンコウやトビハゼのローブ状の鰭がそうである。 - 胸鰭の特定の鰭条は、ホウボウ科やセミホウボウ科などで、扇みたいな突出に適応する場合がある 。 - マンタとその近親種の「角」は頭鰭（とうき・あたまびれ）と呼ばれている。実際にはこれは胸鰭の前部が変化したものである。 |
| 腹鰭 （ふっき・はらびれ）                               |              | 一対の腹鰭は通常、腹部の下で胸鰭の後ろにあるが、胸鰭の前に配置されている魚類科も多い（例:タラ）。四足動物でいう後肢に相当する。腹鰭は魚が水中を上下に動いたり、鋭く向きを変えたり、急停止する際の補助を行っている。 - ハゼでは、腹鰭が単一の吸盤に融合することが多い。これは物体にくっつく目的で使用される。 - 腹鰭は魚の腹面に沿って様々な位置取りができる。先祖の腹部配置は例えばミノーで見られる。胸部配置はマンボウで、頸部配置は骨盤が胸鰭の前方にある時期のカワメンタイで見られる。 |
| 背鰭 （はいき・せびれ）                                 | サメの背びれ | 背鰭は背中にある。魚は最大3つの背鰭を持っている。背鰭は魚を横揺れから保護し、急旋回や急停止の補助をする。 - チョウチンアンコウでは、背鰭の前部が誘引突起（イリシウムやエスカと呼ばれる）に変化しており、これは釣り竿とルアーに等しい生物学的機能を持つ。 - 背鰭を支える骨は担鰭骨（たんきこつ）と呼ばれる。 |
| 臀鰭 （でんき・しりびれ）                               |              | 臀鰭は腹側の肛門より後ろにある。この鰭は遊泳中に魚体を安定させるのに使われる。 |
| 脂鰭 （しき・あぶらびれ）                               | マスの脂鰭   | 脂鰭とは、背鰭の後方背部かつ尾鰭のすぐ手前にある柔らかい肉質の鰭である。多くの魚類科には存在しないが、31の正真骨亜目のうちの9つ（サケスズキ目、ハダカイワシ目、ヒメ目、ワニトカゲギス目、サケ目、キュウリウオ目、カラシン目、ナマズ目、ニギス目）で発見されている。これら魚類目の有名な代表としてサケやナマズがいる。 脂鰭の機能には若干謎めいたところがある。孵化養殖場で飼育された魚の印付けとして頻繁に切り取られるが、2005年のデータでは脂鰭を除去されたマスは尾を振る頻度が8％高いことが示された。2011年に発表された追加情報では、この鰭が接触、音、圧力変化といった刺激の検出や対応に極めて重要だと示唆している。カナダの研究者達は鰭内部の神経ネットワークを特定し、感覚機能を有する可能性が高いことを指摘しているが、それを除去した結果がどうなるかはまだ正確に分かっていない。 2013年の比較研究は脂鰭が異なる2つの行程で発達しうることを示した。1つはサケ型の行程で、脂鰭は幼生期の鰭から他の正中鰭と同時に同じように発達する。もう1つはカラシン目型の行程で、これは幼生期の鰭の折り目が小さくなって他の正中鰭が発達した後で脂鰭が遅れて発達する。カラシン目型の発達があるということは脂鰭が「幼生期の鰭の残りが単に畳まれたものではない」ことを示唆しており、脂鰭には機能がないとする見解では辻褄が合わないとの説が唱えられている。 2014年に発表された研究は、脂鰭が収斂進化であることを指摘している。 |
| 尾鰭 （びき・おびれ）                                   |              | 尾鰭は尾柄の端にあり、推進に使われる（推力#水中動物の推力を参照）。 （A）-歪尾(Heterocercal)とは、脊椎骨が尾の上葉まで伸びて上が長いもの（サメなどに見られる）を指す。上下で長さが著しく異なるので異尾とも言う。 - 脊柱が尾の下葉まで伸びて、下が長い形の逆歪尾(Hypocercal,Reversed Heterocercal)もある。これはビルケニアなどの欠甲目に見られた。 （B）-原始尾(Protocercal)とは、脊椎骨が尾の先まで伸びて尾の形状は対称的ながらも鰭が伸びていないもの（ナメクジウオに見られる）を指す。 （C）-正尾(Homocercal) は、一見すると対称に見えるが、実際は脊椎骨がごく短い距離だけ鰭の上葉に伸びている（左の写真参照）。 （D）-原正尾(Diphycercal)とは、脊椎骨が尾の先端まで伸びて対称形に尾が伸びているもの（ポリプテルス、肺魚、ヤツメウナギ、シーラカンスなどに見られる）を指す。古生代の魚類の大部分は原正尾的な歪尾だったとされている。 現代の魚類の大部分（硬骨魚）は正尾である。その尾鰭後縁は様々な形状をとりうる。 - 円形 - 截形、先端が多少なりとも垂直な形状（サケなど） - 二叉形、先端が二叉に尖っている - 湾入形、先端が僅かに内側へカーブしているもの - 三日月形、三日月のような形状 |
| 尾柄隆起縁 （びへいりゅうきえん） 小離鰭 （しょうりき） |              | 高速で泳ぐタイプの一部の魚には、尾鰭のすぐ前方に水平な尾柄隆起縁がある。船のキールと同様、これは尾柄部側方の隆起であり、一般的には鱗甲で構成され、尾鰭に安定性と支持力を与える。一対の隆起があるなら左右各側に1つずつ、二対だと上下も加わることがある。 小離鰭とは、一般に背鰭および尻鰭の後方にある小さな鰭である（ポリプテルスには、背鰭面にのみ小離鰭があり尻鰭にはない）。マグロやマカジキといった一部の魚類では、それらに鰭条がなく、引っ込めたりもできず、背鰭および尻鰭の最後部と尾鰭の間に見られる。 |

## 硬骨魚

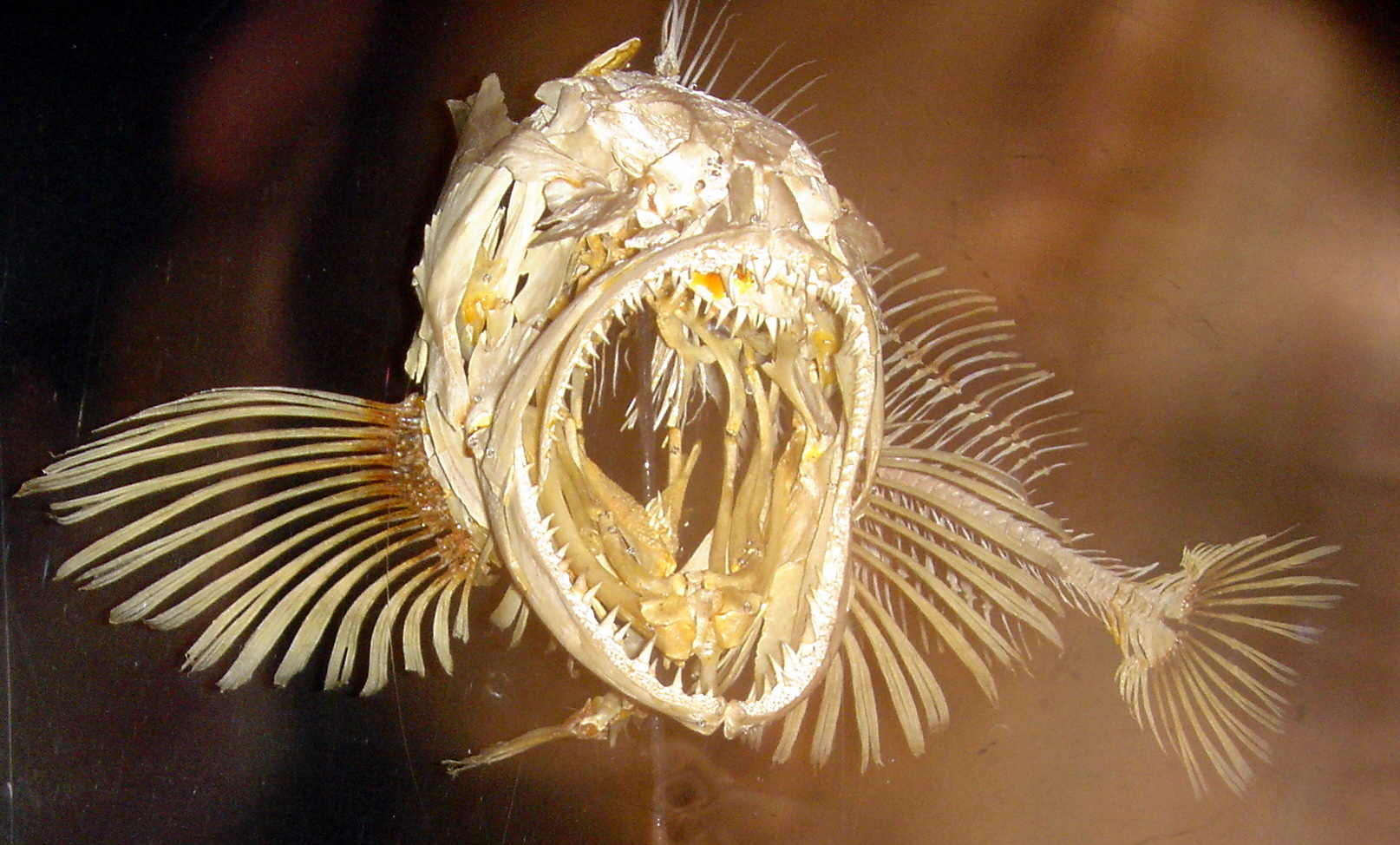
条鰭綱の骨格

硬骨魚は硬骨魚綱と呼ばれる分類群を形成する。彼らは硬い骨で作られた骨格を持ち、軟骨で作られた骨格を持つ軟骨魚綱とは対照的である。硬骨魚綱は条鰭亜綱と肉鰭亜網に分けられる。魚類の大半は条鰭亜綱で、30,000種を超える非常に多様で豊富なグループであり、これは現存する脊椎動物で最大の分類階級である。遠い昔には肉鰭亜網が大量にいたが、現在ではほとんど絶滅しており現生種は8種だけとなっている。硬骨魚には鰭棘と鱗状鰭条と呼ばれる鰭条を持っている。一般的に彼らは鰾（浮き袋）を持っており、これで魚類は鰭を使わずとも浮沈の間にあたる中立なバランスを維持できる。しかしながら、鰾が無い魚も多く、特に注目すべきはハイギョで、これは鰾に進化した硬骨魚の共通祖先として唯一現生する原始的な肺を有する魚類である。また硬骨魚には鰓蓋があり、これは鰭を使わずに泳ぐための息継ぎを補助している。

### 肉鰭類

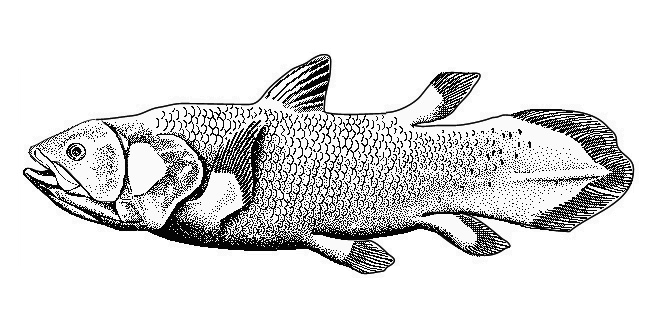
肉鰭亜網の魚は、このシーラカンスのように肉質な耳たぶ状の鰭を複数備えている。多くの鰭を持っているため、シーラカンスは機動性が高く水中でほぼどんな方向にも体を向けることができる。

肉鰭類は肉鰭亜網と呼ばれる硬骨魚の一種である。それらは肉質で耳たぶ状の対鰭を有しており、単一の骨で身体と繋がっている。肉鰭類の鰭は他のあらゆる魚類の鰭と異なっており、それぞれ肉厚で耳たぶ状の鰭が身体から突き出ている。胸鰭と臀鰭には四肢のそれを思わせる関節がある。これらの鰭が、四肢を有する最初の陸生脊椎動物である両生類の肢に進化したとされている。彼らはまた、条鰭亜綱の単一の背鰭とは対照的に、別々の基底を備えた2つの背鰭を有する。
シーラカンスは現生する肉鰭類の魚である。約4億8百万年前のデボン紀初期に、ほぼ現在の形に進化したと考えられている。シーラカンスの移動はその種独特なものである。動き回るために、シーラカンスは最も一般的には上昇または下降する水流や漂流を利用する。彼らは水中での移動を安定させるのに対鰭を使う。一方、海底ではいかなる種類の移動でも対鰭が使用されることはない。シーラカンスは尾鰭を使うことで急発進するための推力を生みだせる。鰭の数が多いため、シーラカンスは機動性が高くて水中でほぼどんな方向にも体を向けることができる。彼らは逆立ち泳ぎやお腹を上にして泳いでいるところも目撃されている。吻側器官がシーラカンスに電気的知覚を与え、障害物周辺での動きを補助していると考えられている。

### 条鰭類

コダラは条鰭類で、3つの背鰭と2つの臀鰭を持つ。

条鰭類は条鰭亜網と呼ばれる硬骨魚の一種である。その鰭には鰭棘または鰭条が内包されている。鰭には、棘条だけのもの、軟条だけのもの、両方を組み合わせたものが存在する。両方が存在する場合、棘条は常に前側にある。棘は一般的に硬くて鋭い。条は一般的に柔軟で分節しており、分枝する場合もある。この分節は、条と棘とを分別する主な差異である。棘は特定種において柔軟な場合もあるが、決して分節することはない。
鰭棘には様々な用途がある。ナマズでは防御態勢にそれが活用される。多くのナマズには外側で棘を固定する能力がある。またモンガラカワハギは（捕食者に）引きずり出されないよう隙間に自分自身を固定する目的で鰭棘を活用する。
鱗状鰭条は一般的に骨質で構成されるが、ケイロレピスなど初期の硬骨魚綱では象牙質やエナメル質のものもあったとされている。それらは分節すると、一連の円盤が次々に積み重なったように出現する。それは真皮の鱗から派生した可能性もある。鰭条形成の遺伝的基礎は特定タンパク質の産生を指定する遺伝子であろうと考えられている。肉鰭類の魚から四肢への進化は、これらタンパク質の損失と関連があることが示唆されている。

## 軟骨魚類

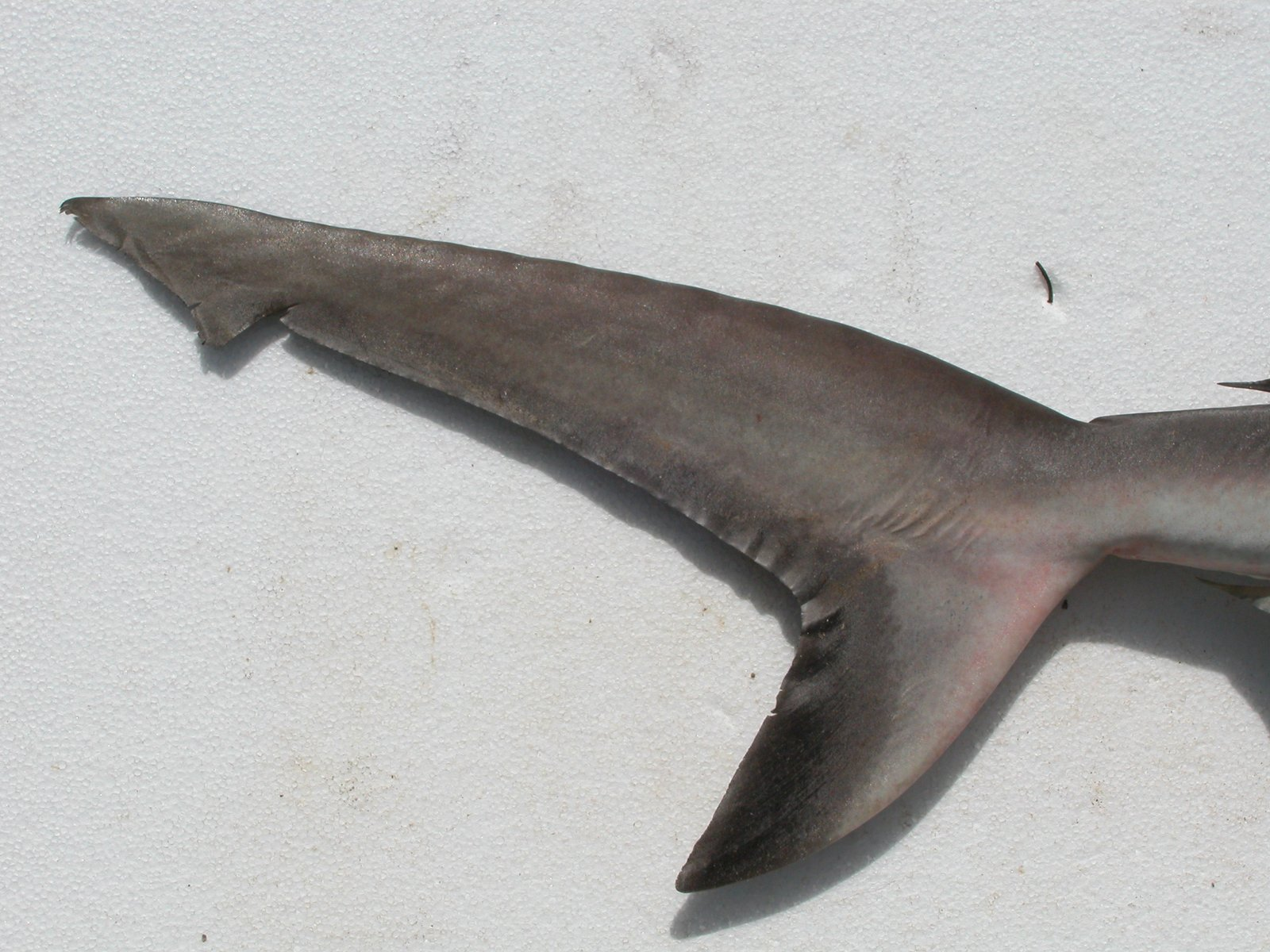
オグロメジロザメの尾鰭

軟骨魚類は軟骨魚綱と呼ばれる魚の分類階級である。彼らは骨ではなく軟骨で作られた骨格を持っている。この綱には、サメ、エイ、ギンザメ属が含まれる。サメの鰭骨格は細長く、頭髪や羽毛の角質ケラチンに似た弾性タンパク質繊維組織の角質鰭条と呼ばれる柔らかくて分節していない条で支えられている。
真皮要素を含まない胸帯と腰帯は当初つながっていなかった。後期の形態で、鰭の各ペアは肩甲烏口骨と恥骨坐骨の筋が発達した際に中央で腹側につながった。エイでは、胸鰭が頭部とつながっていて非常に柔軟である。 大部分のサメに見られる主な特徴の1つが、移動を補助する歪尾である。大半のサメは8つの鰭を持っている。サメは、尾で最初に決めた方向を鰭では転換できないので、自身のすぐ正面にある物体からは遠のくように漂うことしかできない（そのまま正面の物体に噛みつくこともあるが）。
大半の魚もそうだが、サメの尾は推力を提供しており、尾の形状に応じた速度と加速がつけられる。尾鰭の形状はサメの種類によって大きく異なるが、これは別々の環境で進化したためである。サメは一般的に背側の上葉が腹側の下葉よりも顕著に大きい歪尾になっている。これはサメの脊椎骨が背側の上葉に伸びており、筋肉が付随する表面積もそちらが大きくなるためである。このことが浮力に乏しい軟骨魚の中ではより効率的な移動を可能にしている。対照的に、大部分の硬骨魚は正尾である。
イタチザメには大きな上葉があり、ゆっくりと巡航したり、急激に速度を上げたりすることができる。イタチザメは様々な食餌を得ようと狩りをする際に水中で簡単にひねったり旋回できる必要があるためである。一方、サバやニシンなど群れをなす魚を狩るニシネズミザメには大きな下葉があり、速く泳ぐ獲物とペースを合わせるのに役立っている。尾はこれ以外でサメがより直接的に獲物を捕まえる補助をしており、オナガザメなどは強力で細長い上葉を使って魚やイカを気絶させる。

## 推力の生成
薄片形状をした鰭は動かされることで推力を生みだし、鰭の揚力が水や空気に動きを与えると共に鰭を反対方向に押しやる。水生動物は水中で鰭を前後に動かすことで大きな推力を得る。多くの場合は尾鰭が使用されるが、一部の水生動物は胸鰭から推力を生みだす。
キャビテーションは、陰圧が液体中に気泡（空洞）を引き起こして後にそれが急速かつ激しく崩壊する時に発生する。それは重大な損傷と摩耗を引き起こしうるものである。キャビテーションによる損傷は、イルカやマグロなど泳力の強い海洋動物の尾鰭で発生することがある。キャビテーションは、周囲の水圧が比較的低い海洋の水面付近で発生する可能性がより大きい。速く泳ぐ力があったとしても、尾のキャビテーション気泡崩壊があまりに痛いため、イルカが速度を抑制せざるを得ない場合もある。キャビテーションはまたマグロも遅くさせるが、こちらには別の理由がある。イルカと違ってこの魚は、神経終端のない骨質の鰭を有しているので、泡を知覚しない。とはいえ、キャビテーションの泡が鰭周辺に速度を抑制させる気体膜を生み出すため、彼らは速く泳ぐことができなくなる。キャビテーションによる損傷と一致するマグロの病変が発見されている。
サバ科の魚（マグロ、サバ、カツオ）は特に泳ぎの性能が高い。彼らの胴体後部の縁に沿って、小離鰭として知られる鰭条のない小さくて引き込み不能な鰭の列がある。この小離鰭の機能に関しては多くの推測がある。2000年と2001年に行われた研究では「小離鰭は安定水泳中に局所的な流れでの流体力学的影響を与えており、」また「最後部の小離鰭は流れを発生中の尾の渦に向け直すように向けており、それが泳いでいるサバの尾によって生成される推力を増加させている可能性がある」ことが示された。
魚は複数の鰭を使用するため、特定の鰭が別の鰭と流体力学的な相互作用を成すこともある。特に、尾鰭のすぐ上流にある鰭が、尾鰭の流体力学に直接影響を与えうる近接した鰭かもしれない。2011年、粒子画像流速測定法技術を活用する研究者達が「自由に泳ぐ魚によって生成される最初の航跡構造の瞬間的な3次元ビュー」の作成をなし遂げた。彼らは「連続的な尾の振りが結果的に渦輪の連鎖を形成させたこと」そして「背鰭と臀鰭の航跡が、概ね尾の振りの時間枠内に収まるよう、尾鰭の航跡によって急速に同調されていく」ことを発見した。

## 運動制御
運動が一旦確立されても、その運動自体は他の鰭を使って制御可能である。
サンゴ礁に棲む魚類は、漂泳区分帯に棲む魚類とはしばしば形状が異なる。漂泳区分帯の魚は一般的に速度を出すためにできており、水中を移動する際の摩擦を最小限に抑えるため魚雷のような流線形である。サンゴ礁の魚は比較的狭い空間そしてサンゴ礁の複雑な水底景色で活動する。直線速度よりも機動性が重要になるため、サンゴ礁の魚は機敏さであったり方向転換の能力を最大限活用する体に発達していく。彼らはサンゴの隙間へと入り込んで躱したりサンゴ頂部辺りに隠れ潜むことで、捕食者を出し抜く。チョウチョウウオ科、スズメダイ科、キンチャクダイ科など、サンゴ礁に棲む魚の多くは胸鰭と腹鰭が進化しており、ブレーキとして機能するなど複雑な機動ができるようになっている。こうしたサンゴ礁の魚の多くは色彩が濃くて側面に平べったい進化した体を持っており、岩の裂け目に定住している。腹鰭と胸鰭は別々に進化を遂げ、平らになった体と共に作用して機動性を最大限活用する。フグ科、カワハギ科、ハコフグ科などの一部の魚は泳ぎを胸鰭に依存しており、尾鰭はほとんど使用しない。

## 生殖
オスの軟骨魚類（サメとエイ）および胎生する一部の条鰭類のオスには、体内受精を可能にする挿入交尾器官として機能する変形した鰭がある。条鰭類ではそれらは交接器や交接脚（ゴノポディウム）と呼ばれ、軟骨魚類ではクラスパーと呼ばれる。
ゴノポディウムはヨツメウオ科やカダヤシ科の一部種のオスに見られる。それらは動かせる挿入交尾器官として機能するよう変形した臀鰭で、交尾中に魚精をメスに注入するために使用される。オスの臀鰭にある3・4・5番目の鰭条が、魚精を排出させるチューブ状構造に形成されていく。交尾の準備が整うと、ゴノポディウムは屹立してメスに向かって前を向く。オスがその器官をメスの性的開口部に挿入するやすぐに、受精を確実に行うため魚がメスを掴んで離さないフックのような適応が起こる。メスがじっとしていて、交尾相手がゴノポディウムで彼女の排出口に接触すると、彼女は受胎する。精子は女性の卵管に保存される。これでメスはオスから追加の支援なしでいつでも受胎できるようになる。一部の種では、ゴノポディウムが全身長の半分になるものもいる。ソードテールの「ライアテール」種の中には、鰭が長すぎて使えないものもある。ホルモン処置されたメスがゴノポディウムを発現する場合もあるが、これらは繁殖には役立たない。
同じような特徴を持つ同様の器官は他の魚でも、例えばコモチサヨリ亜科やグーデア科のアンドロポディウムに見られる。
クラスパーは、軟骨魚類のオスに見られる。これは挿入交尾器官としても機能する変形した腹鰭後部で、交尾中にメスの総排泄腔に精液を流し込むのに使用される。サメの交尾行動では、通常だと特定の開口部を介して管に水を入れることができるようクラスパーの1つを屹立させることが含まれる。その後クラスパーが総排泄腔に挿入されると、そこで傘のように開いて位置を固定する。それから管は水と精子を放出するための収縮を始める。

## その他の用途
バショウカジキには広大な背鰭がある。サバ科や他のカジキ亜目と同じく、彼らは泳ぐときに背鰭を体の溝に格納することで自身を流線形にする。バショウカジキの巨大な背鰭はほとんどの時間格納されたままである。バショウカジキは小魚の群れを追い込みたい時にそれを引き起こし、また高活動の時期が終わると恐らく引っ込める。
セミホウボウ科には大きな胸鰭があり、通常は体と水平に折りたたまれ、脅かされると捕食者を威嚇するためそれを広げる。英名ではFlying gurnardだがトビウオと違って底生魚であり、海底を歩き回るのに腹鰭を使う。
鰭は性的な装飾品として適応的な意義を持っていることもある。 求愛期間中に、メスのカワスズメ科、ペルヴィカクロミス・タエニアータスは大きくて視覚的に惹きつける紫色の腹鰭を誇示する。その研究者たちは「オスは明らかに大きな腹鰭を持つメスをより好きになり、腹鰭がメス魚の他の鰭とは不釣り合いに大きく成長する」ことを発見した。

## 進化

### 対鰭の進化
魚類における対鰭の進化モデルとして歴史的に議論されてきた一般的な仮説は2つ、いわゆる鰓弓説と鰭ひだ説である。前者は一般に「ゲーゲンバウアーの仮説」と呼ばれるもので、1870年に提起された「対鰭は鰓の構造に由来する」と提唱するものである。これは1877年に初めて示唆された鰭ひだ説が有力となって人気が凋落した。鰭ひだ説は、鰓のすぐ後方の表皮に沿った縦方向および横方向の襞から対鰭が萌芽していくと提唱している。化石記録および発生学における支持は双方の仮説に対して弱いものである。ただし、発達パターンに基づく近年の見識が対鰭の起源をより解明できるよう双方の学説に再考を促している。

#### 古典理論
カール・ゲーゲンバウアーの「鰭原基」という概念は1876年に導入された。それは鰓弓から伸びた鰓条として「結合した軟骨の茎」として説明された。追加の条は鰓弓に沿って中央鰓条から隆起した。ゲーゲンバウアーは、全ての脊椎動物の対鰭と手足が鰭原基の形質転換だとする、形質転換ホモロジーのモデルを提唱したのである。この理論に基づけば、胸鰭や腹鰭など対の付属器官は分枝弓から分化して後方に移動したことになる。しかし、化石記録における形態学と系統学の両方で、この仮説に対する支持は限定的だった。しかも、腹鰭の前後移動という証拠はほぼ全くなかった。こうした鰓弓説の欠点は、セントジョージ・ジャクソン・ミヴァルト、フランシス・バルフォア、ジェームズ・キングスレイ・タッカーによって提唱された鰭ひだ説が有利になって、早々と終焉を迎えた。
鰭ひだ説は、対鰭が魚の体壁に沿った外側襞から発達したとの仮説である。正中鰭ひだの分節と出芽が正中鰭を発達させたように、側部鰭ひだに起因する分節や伸長と同じメカニズムが、対をなす胸鰭と腹鰭を発達させたのだと提唱された。しかし、化石記録では側部で襞から鰭へと変遷する証拠が殆ど無かった。さらに、胸鰭と腹鰭が異なる進化的起源かつ機構的起源から生じることが後年になって系統学的に示された。

#### 進化発生生物学
対の付属器官の個体発生および進化に関する近年の研究は、ヤツメウナギなどの鰭なし脊椎動物と対鰭がある最も基底の脊椎動物の軟骨魚綱とを比較していた。2006年、研究者達たちは正中鰭の分節化と発達に関与する同一の遺伝的プログラミングがトラザメ科の対になった付属器官の発達に見られたことを発見した。これらの発見は側部の鰭ひだ仮説を直接支持するものではないが、正中から対へという鰭の進化発生メカニズム当初の概念と関連が残っている。
古い理論の似たような刷新は、軟骨魚綱鰓弓と対の付属肢の発生プログラミングで見られるかもしれない。2009年、シカゴ大学の研究者が軟骨魚綱鰓弓と対鰭の初期の発達に共通の分子パターニング機構があることを実証した。こうした発見が、かつて誤りとされた鰓弓説の再考を促している。

### 鰭から肢へ
魚類は、あらゆる哺乳類、爬虫類、鳥類、両生類の祖先である。特に、陸生四肢動物は魚類から進化し、4億年前に初めて陸地に進出した。彼らは移動のために対の胸鰭と腹鰭を使用した。胸鰭は前肢（人間の場合は腕）に、腹鰭は後肢に発達した。四肢動物における歩行肢を構築する遺伝子機構の多くが、泳ぎを行う魚類の鰭の中にすでに存在している。

肉鰭類の遊泳鰭(A)と四肢動物の歩行肢(B) の比較。互いに対応すると考えられる骨は同色。

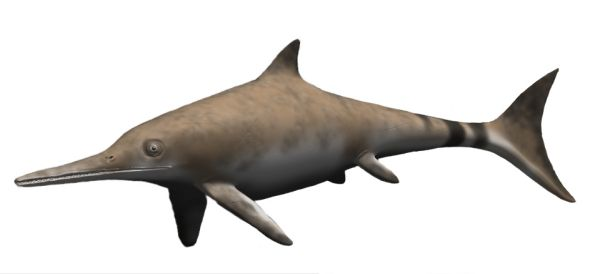
並行ながら独立した進化で、古代の爬虫類イクチオサウルスは魚（またはイルカ）と非常によく似た鰭（または足鰭）を発達させた。

2011年、モナシュ大学の研究者は原始的ながら現生するハイギョを使って「腹鰭の筋肉の進化を追跡し、四肢動物の荷重を支える後肢がどのように進化したか」を調べた。シカゴ大学の更なる研究では、底を歩くハイギョが既に陸生四肢動物による歩行の足取りの特徴に進化していたことが判明した。
収斂進化の古典的な例として、翼竜、鳥類、コウモリの胸肢(pectoral limbs)は独立した経路に沿ってさらに飛行翼へと進化していった。飛行翼でさえも歩行脚と多くの類似点があり、胸鰭の遺伝的な設計図の中核という側面は残されている。
最初の哺乳類はペルム紀（2.9-2.5億年前）に出現した。これら哺乳類のうちクジラ目（クジラ、イルカ等）など幾つかのグループは海洋に戻っていった。近年のDNA分析で、クジラ目は偶蹄目から進化したもので共通祖先をカバと共有することが示唆されている。約2300万年前、クマみたいな陸生哺乳類の別グループが海に戻っていった。それがアザラシをはじめとする鰭脚類である。クジラ目と鰭脚類の歩行肢になったものは、新たな形状の遊泳鰭へと独立進化した。 前肢は足鰭になり、後肢は（クジラ目だと）失われたり（鰭脚類では）足ひれに変貌した。クジラ目では、尾の終端にフロック (fluke) と呼ばれる2本の鰭がある。 一般的に尾鰭は垂直で、左右方向へと動く。クジラ目の鰭棘は他の哺乳類と同じように曲がるため、クジラ目のフロックは水平方向かつ上下にも動く。

完全な水中生活に向けた同様の適応は、イルカと魚竜の両方に見られる

魚竜はイルカに似た古代の爬虫類である。彼らは約2億4500万年前に最初に現れ、約9千万年前に絶滅した。

「陸生の祖先でもあるこの海生爬虫類は、魚類へと非常に強く収斂したため、水中移動を改善するため背鰭と尾鰭を実際に進化させた。これらの構造は無からの進化であるため特筆に値する。陸生爬虫類の祖先には背中のこぶや尾の刃がなく、先駆けとしての役割を果たした」

生物学者スティーヴン・ジェイ・グールドは、魚竜が収斂進化の好例だと語った。
様々な形状をした様々な場所（手足、体、尾）にある鰭や足ひれも他の四肢動物の様々なグループで進化しており、ペンギンなどの潜水鳥（翼から変化）、ウミガメ（前肢が足ひれに変化）、モササウルス科（後肢が足ひれに変化）、ウミヘビ（垂直に展開して平たくなった尾鰭）などが挙げられる。

## ロボット鰭

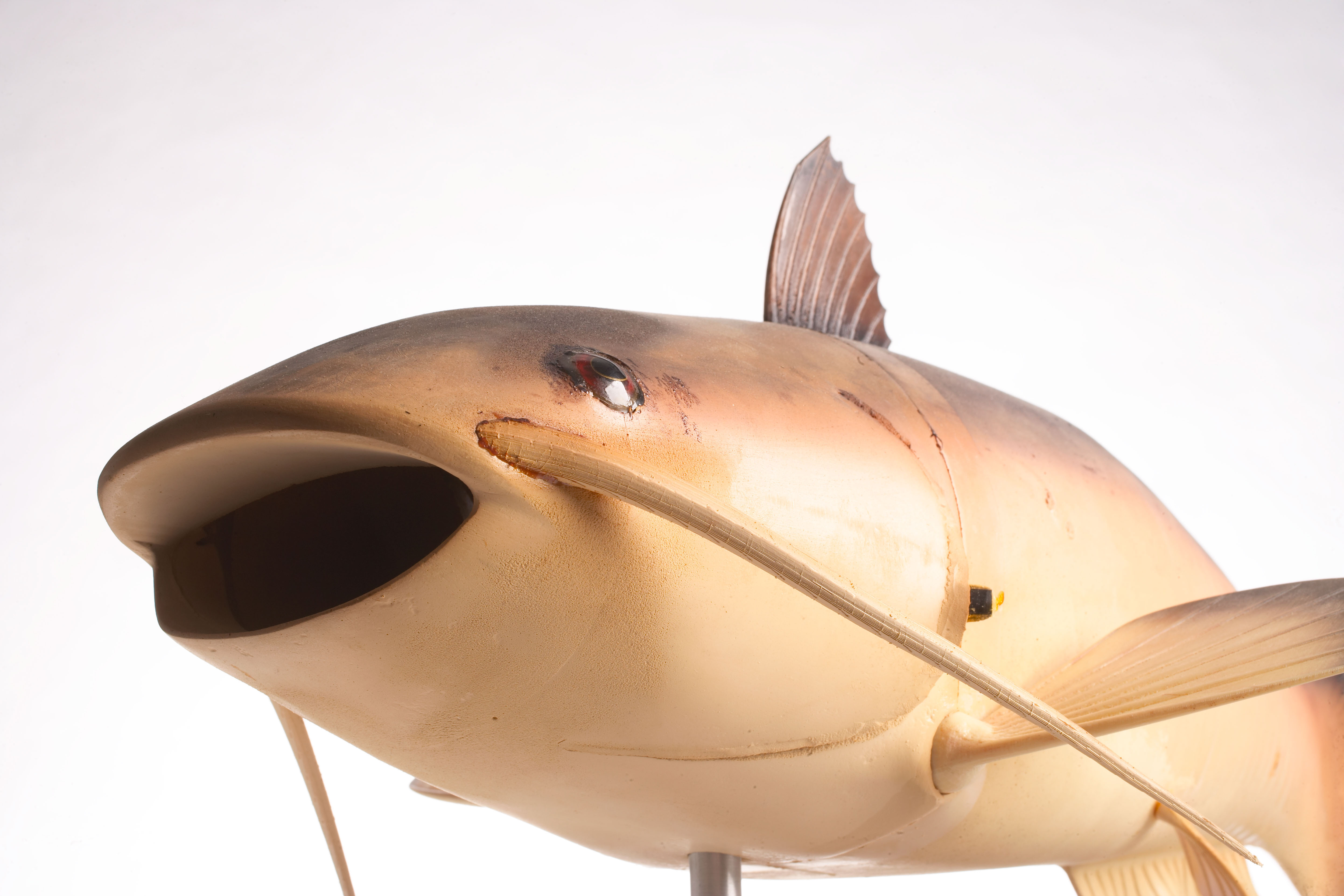
1990年代、CIAは水中の未知な情報を収集するよう意図された「チャーリー」と呼ばれるナマズのロボットを組み上げた

水生動物の推進にとって鰭の使用は非常に効率的なものである。一部の魚類では90％超の推進効率が達成可能だと算出されている。魚はボートや潜水艦よりもはるかに効果的に加速および動き回ることが可能で、水流の乱れや騒音も小さく抑える。このことは、水生動物の移動を模倣しようとする水中ロボットのバイオミメティクス研究をもたらした。フィールド・ロボティクス研究所により組上げられたロボットマグロは、マグロ形状の動きを分析および数学的にモデル化した例である。2005年、シーライフロンドン水族館はエセックス大学のコンピューター科学部署が創作した3匹のロボット魚を展示した。この魚は自律的に動くよう設計されており、本物の魚みたいに泳ぎ回っては障害物を避けていく。ロボット製作者は「マグロの速度、カワカマス属の加速、ウナギの機動性能力」を組み合わせるべく試行したと述べた。
ドイツのフェスト社によって開発された「アクアペンギン」は、ペンギンの前足ひれに起因する流線形状および推進力を再現したものである。フェスト社は他にも、マンタ、クラゲ、バラクーダの移動をそれぞれ模倣した「アクアレイ」
「アクアジェリー」「アイラクーダ」を開発した。
2004年、マサチューセッツ工科大学はカエルの足からロボットへと外科的に筋肉を移植して筋繊維を電気で脈動させることでロボットを泳がせるという、生体アクチュエータを備えたバイオメカトロニクスな魚ロボットの試作品を作った。
魚ロボットには、魚の仕組み個々の部分をその魚の残り部分と分けて検査できるなど、研究上の利点が幾つかある。 しかし、これは生物学を過度に単純化して動物の仕組みの重要な側面が見落とされる危険もある。 また魚ロボットは研究者に柔軟性や特定の動作制御といった単一パラメーターを変更できるようにしている。 研究者は（魚ロボットなら）力を直接測定することが可能だが、これは生きている魚だと容易ではない。「ロボット装置は運動面の動きを正確に把握できるため、3次元の運動学研究および相関する流体力学的解析も促進する。そして、自然な動きの個々の要素（羽ばたき付随のアウトストロークとインストロークなど）を個別にプログラム設定させることも可能であるが、生きている動物で研究する場合にそれを達成することはかなり困難である」と言えるだろう。

## 多様な鰭

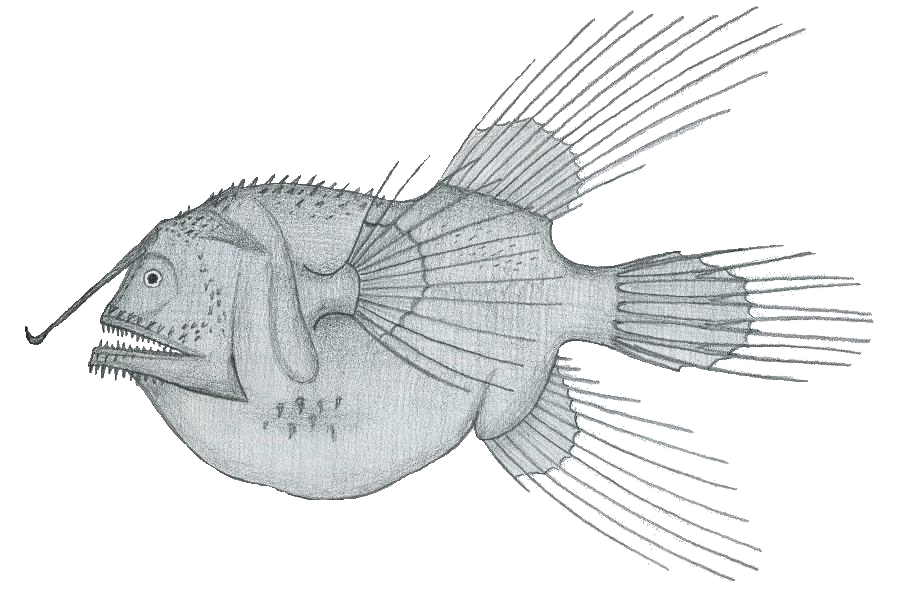
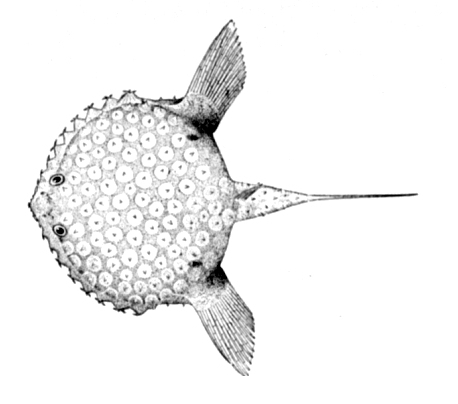
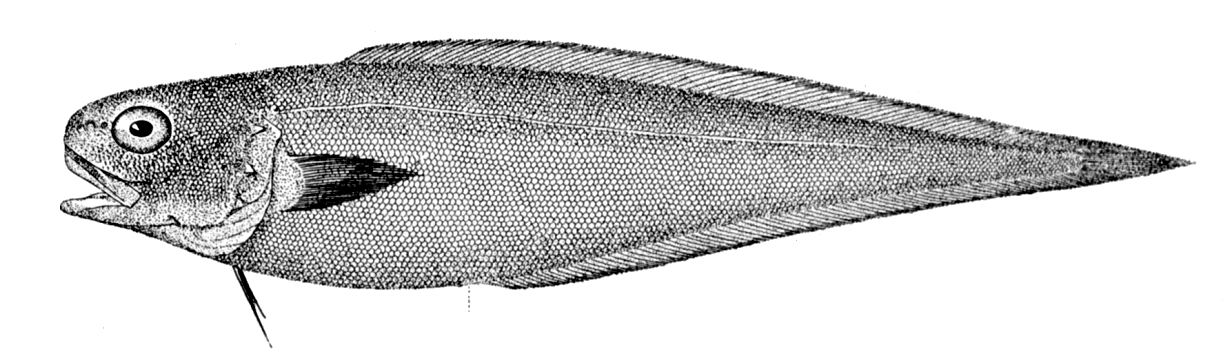
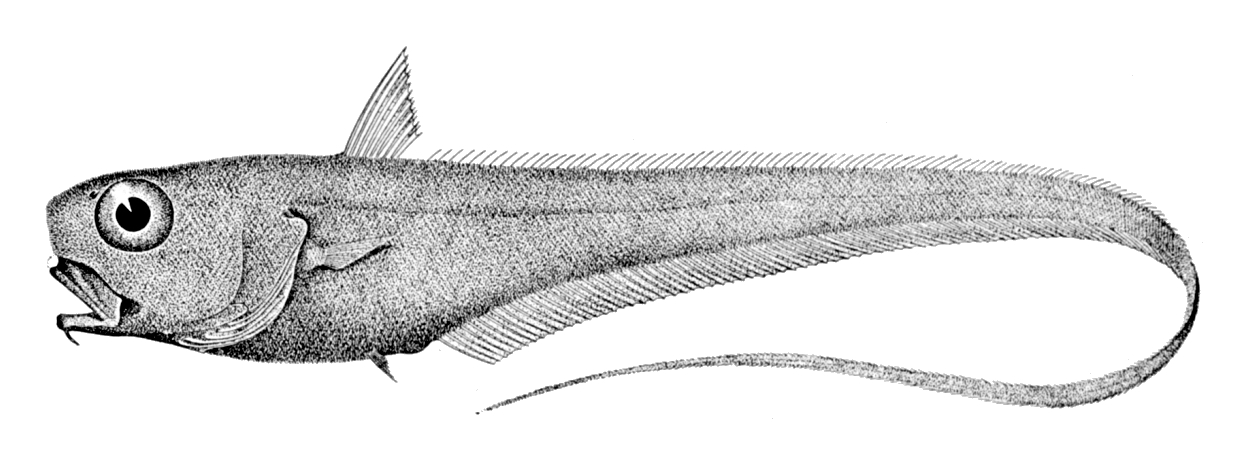
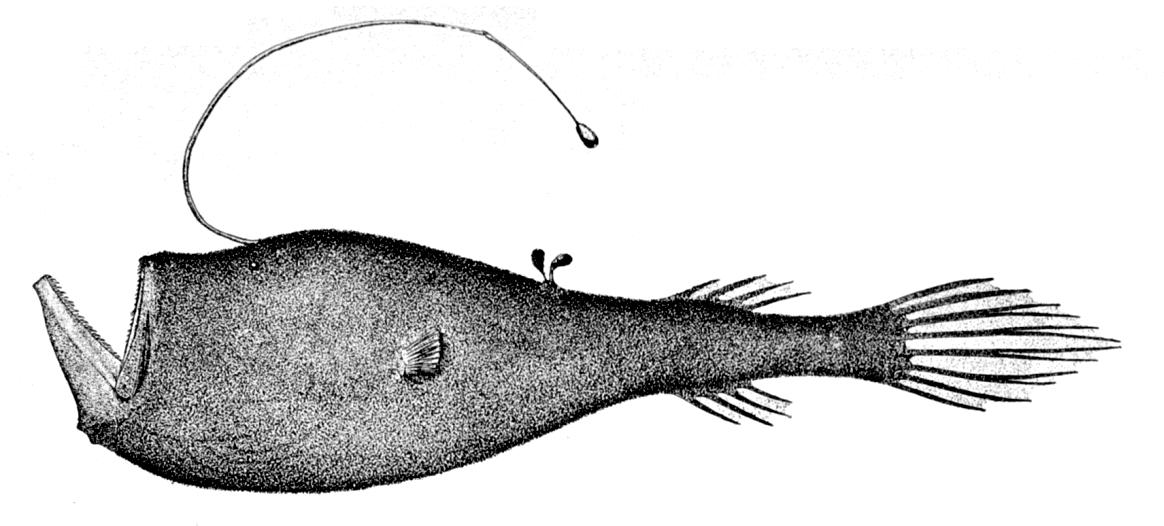
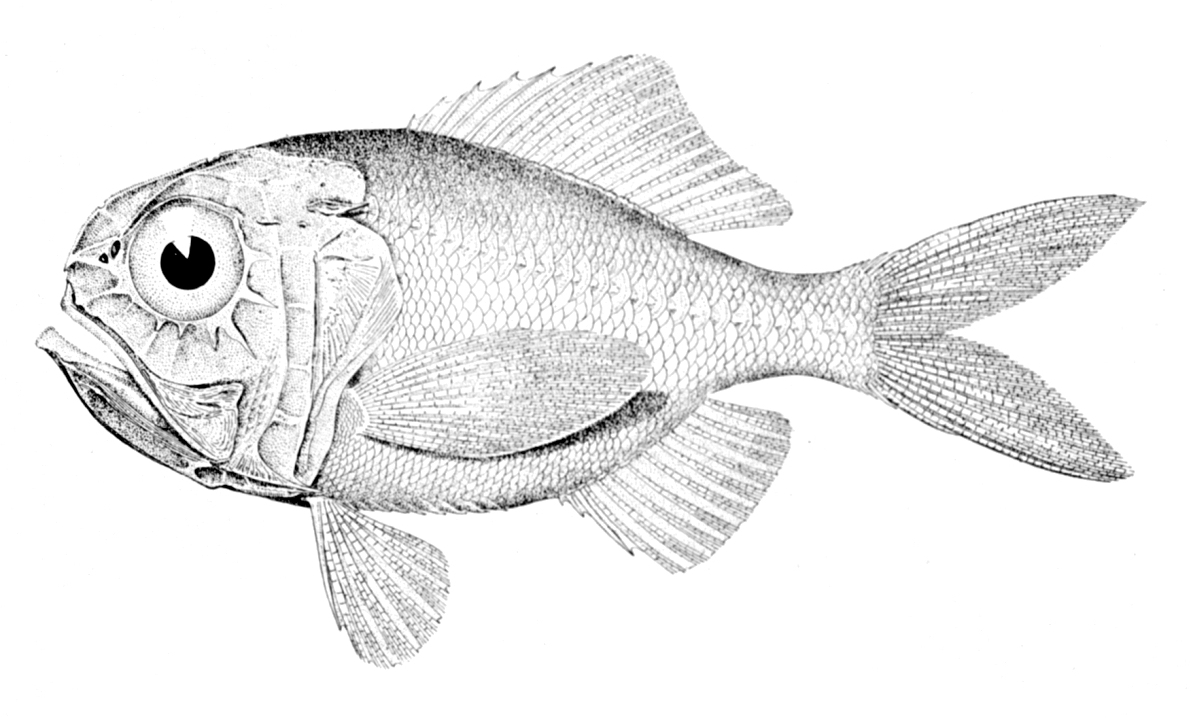
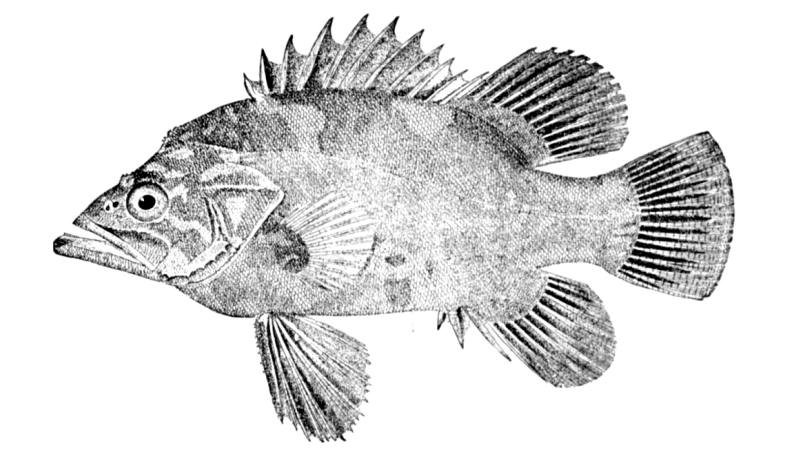
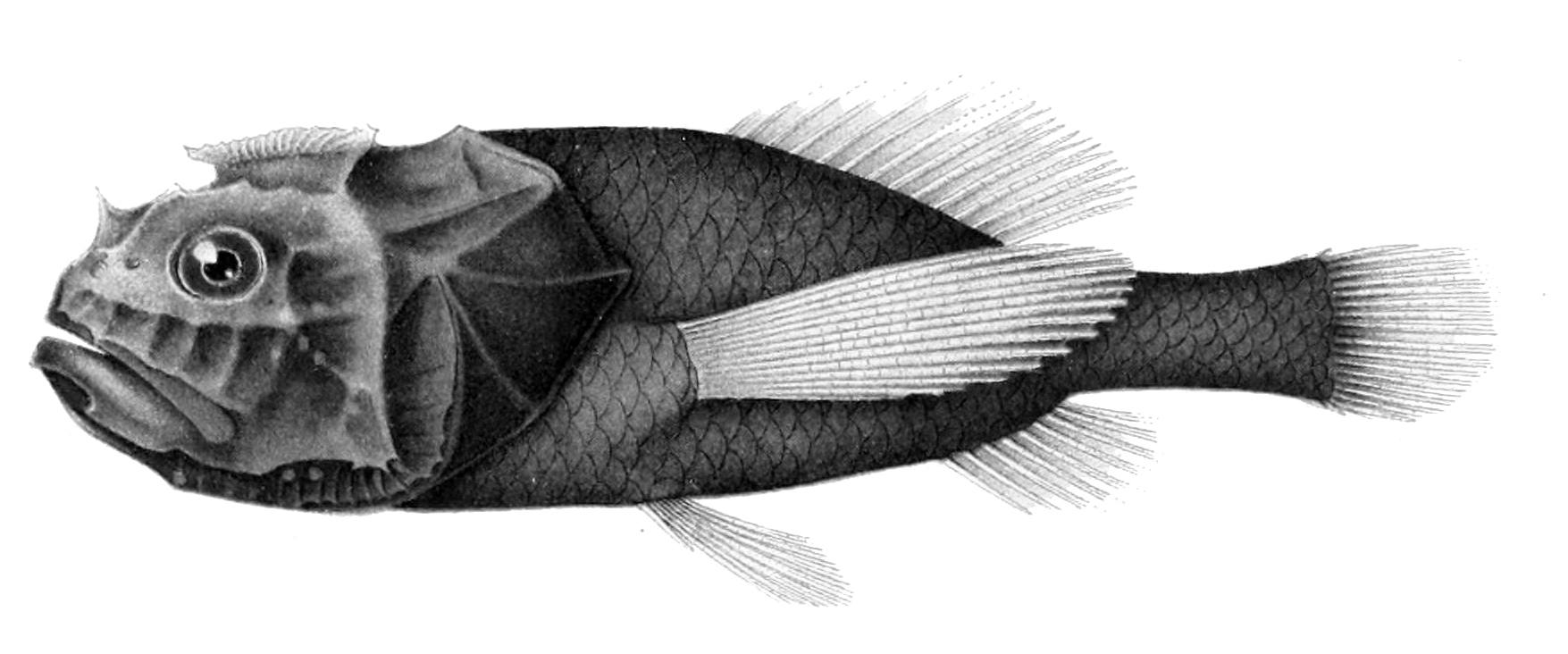
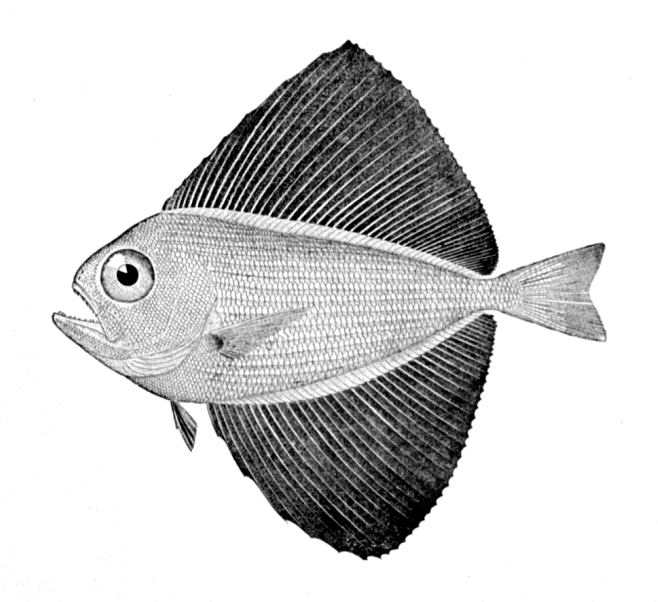
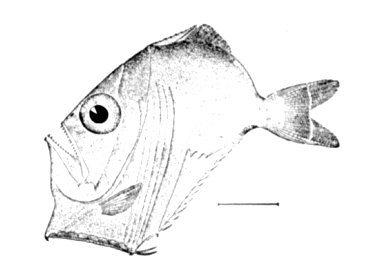
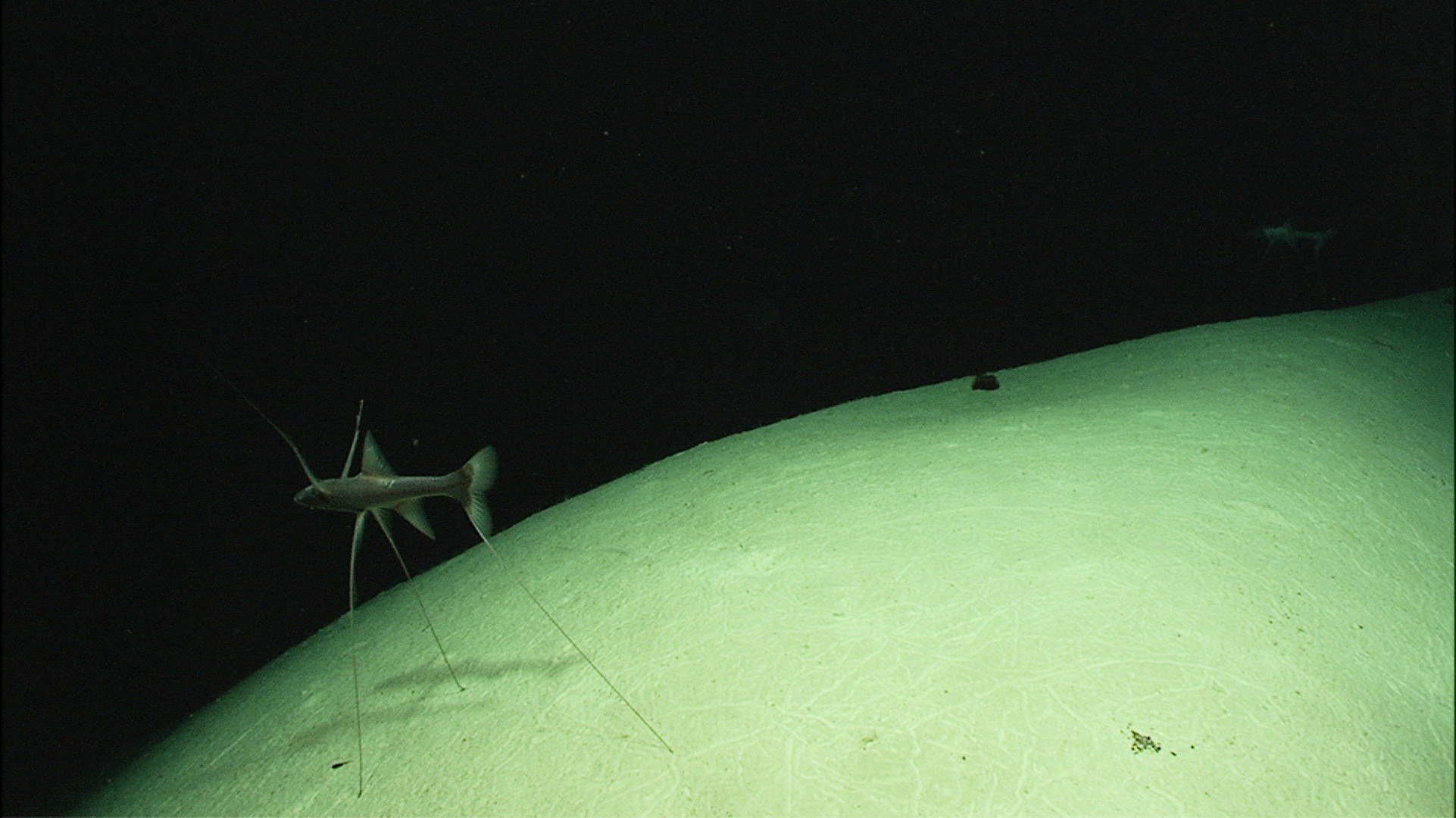
深海魚イトヒキイワシ属（英語版）
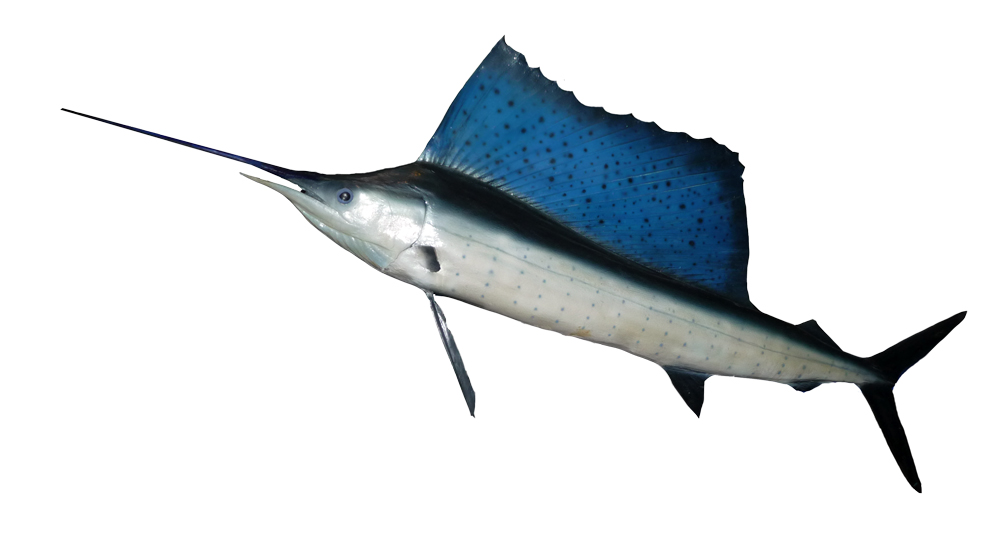
バショウカジキ